# IUCAA-Girawali-Observatorium
Das IUCAA-Girawali-Observatorium ist eine Sternwarte des Inter-University Centre for Astronomy and Astrophysics (IUCAA), auf einem kleinen Hügel in 1000 m Höhe nahe dem Dorf Girawali etwa 80 km entfernt von Pune, Indien.
Das Hauptinstrument ist ein Spiegelteleskop mit 2 m Apertur, das im Jahr 2006 in Betrieb genommen wurde. An dessen Cassegrain-Fokus ist die IUCAA Faint Object Spectrograph and Camera (IFOSC)  mit einem rückwärtig belichteten CCD-Sensor  angeschlossen, der so für einen Spektralbereich von 350 bis 850 nm geeignet ist und eine Auflösung von 2k × 2k Pixel aufweist. An einem von vier Nasmyth-Ports ist eine weitere CCD-Kamera mit einer Auflösung von 1340 × 1300 Pixel angebracht.

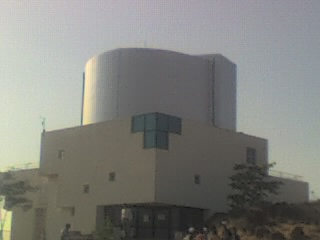
Gebäude des 2 m-Spiegelteleskops des IUCAA-Girawali-Observatoriums
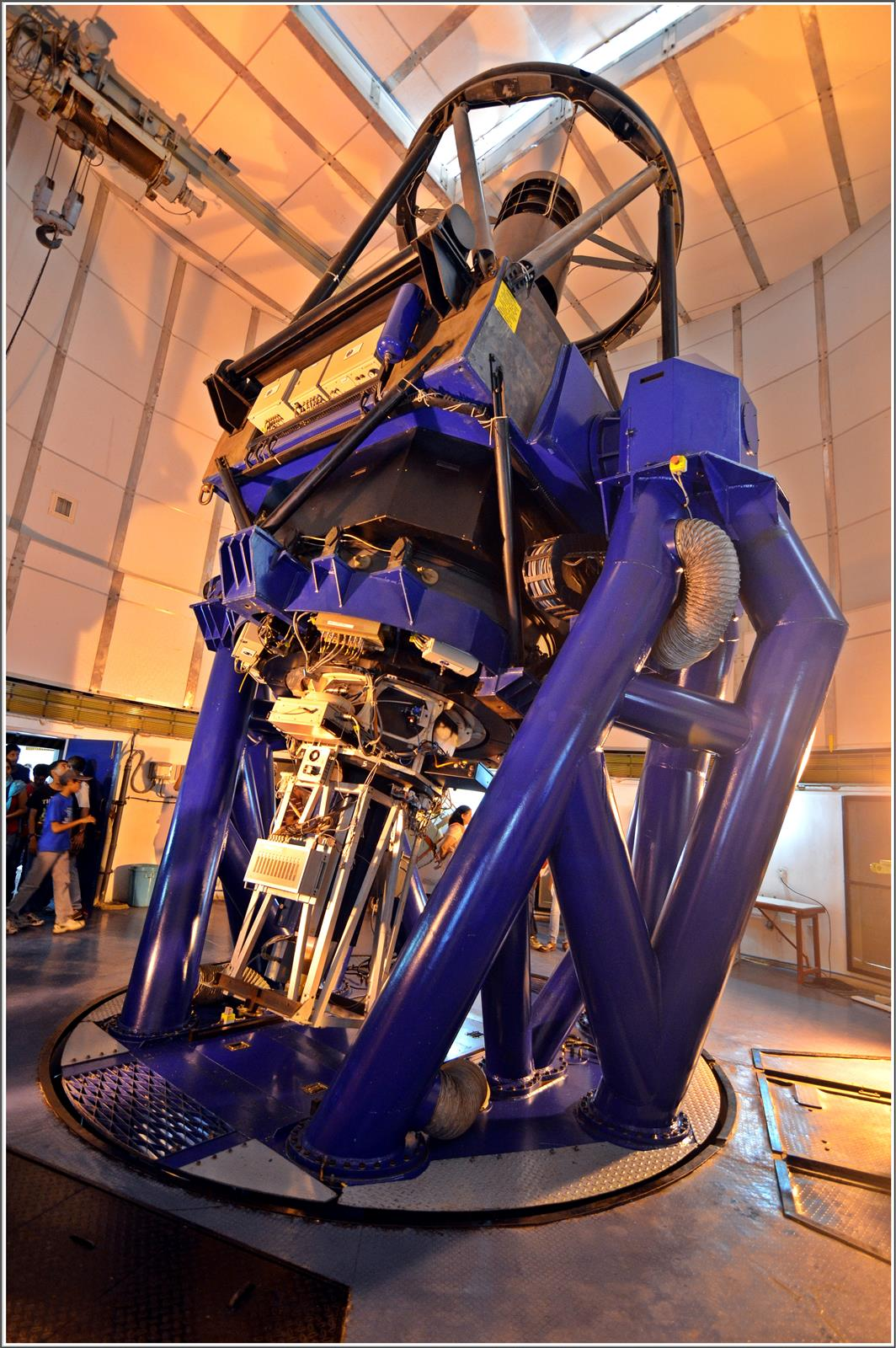
Das Spiegelteleskop im Inneren des Gebäudes